# 14973 Россірозіна
14973 Россірозіна (14973 Rossirosina) — астероїд головного поясу, відкритий 1 вересня 1997 року.
Тіссеранів параметр щодо Юпітера — 3,329.